# La jungla in rivolta (film 1936)
La jungla in rivolta (Der Dschungel ruft) è un film del 1936 diretto da Harry Piel.

## Trama
Nel profondo della jungla indiana, Bobby Roeder vive insieme ai suoi magnifici animali. Lì vicino, vivono anche il professor Johannes Helmer, uno studioso di farfalle, e sua figlia Rose. Ma la loro felice convivenza viene messa in subbuglio dall'arrivo dell'affascinante Dina Morris, quando questa mette alle ancore il suo yacht davanti alla spiaggia. Uno dei nuovi arrivati, William Edwards, uccide uno stallone bianco e la tribù locale si mette in caccia di Bobby, ritenuto responsabile dell'uccisione. Edwards, poi, spara a Rose quando la ragazza cerca di fermarlo mentre sta cacciando Byla, la tigre di Bobby. Gli animali in rivolta riescono a mettere in fuga gli stranieri e Dina, a bordo dello yacht, vede Bobby che la lascia per tornare nella sua jungla in groppa a un elefante. L'uomo ritroverà anche Rose, ferita: si renderà conto che la sua vita è quella e che loro due si appartengono l'un l'altra.

## Produzione
Il film fu prodotto dall'Ariel-Film.

## Distribuzione
Venne presentato in prima all'Ufa-Palast am Zoo di Berlino il 16 gennaio 1936.